# Choranthus haitensis
Choranthus haitensis is een vlinder uit de familie van de dikkopjes (Hesperiidae). De wetenschappelijke naam van de soort is voor het eerst geldig gepubliceerd in 1920 door Henry Skinner.